# 富田仙助
富田 仙助（冨田、とみた せんすけ、1855年12月31日（安政2年11月23日） - 1913年（大正2年）9月27日）は、日本の政治家、衆議院議員（2期）。

## 経歴
但馬国城崎郡豊岡内小井田町(のち兵庫県城崎郡豊岡町、現・豊岡市)に生まれる。漢学を学ぶ。酒造業と貿易業を営む。豊岡町戸長、豊岡町長を経て、城崎郡会議員となる。また、日本赤十字社終身社員に推薦された。
1898年3月の第5回衆議院議員総選挙において兵庫9区から進歩党公認で立候補して初当選。同年8月の第6回衆議院議員総選挙では憲政本党から出馬して再選を果たした。1902年の第7回衆議院議員総選挙では兵庫県郡部で憲政本党から立候補したが落選した。1913年に死去した。